# Austrolestes psyche
Austrolestes psyche är en trollsländeart som först beskrevs av Hagen in Selys 1862.  Austrolestes psyche ingår i släktet Austrolestes och familjen glansflicksländor. Inga underarter finns listade i Catalogue of Life.